# Derolus asiricus
Derolus asiricus là một loài bọ cánh cứng trong họ Cerambycidae.